# Grimmiaceae
Famille
La famille des Grimmiaceae est une famille de mousses de l'ordre des Grimmiales.

## Liste des genres
Selon BioLib (29 octobre 2018) :
- genre Coscinodon Spreng.
- genre Dryptodon Brid.
- genre Grimmia Hedw.
- genre Indusiella Broth. & C. Müll. in Broth.
- genre Jaffueliobryum Thér.
- genre Racomitrium Brid.
- genre Schistidium Brid.

Selon Catalogue of Life (29 octobre 2018) :
- genre Aligrimmia
- genre Coscinodon
- genre Coscinodontella
- genre Dryptodon
- genre Grimmia
- genre Indusiella
- genre Jaffueliobryum
- genre Leucoperichaetium
- genre Racomitrium
- genre Schistidium
- genre Scouleria
- genre Tridontium

Selon ITIS (29 octobre 2018) :
- genre Coscinodon Spreng.
- genre Dryptodon Brid.
- genre Grimmia Hedw.
- genre Indusiella Broth. & C. Müll. in Broth.
- genre Jaffueliobryum Thér.
- genre Racomitrium Brid.
- genre Rhacomitrium Brid.
- genre Schistidium Brid.

Selon NCBI (29 octobre 2018) :
- genre Bucklandiella Roiv.
- genre Codriophorus P.Beauv.
- genre Coscinodon Spreng.
- genre Dilutineuron Bednarek-Ochyra & al., 2015
- genre Dryptodon Brid.
- genre Frisvollia Sawicki & al., 2015
- genre Grimmia Hedw., 1801
- genre Niphotrichum
- genre Racomitrium Brid.
- genre Schistidium Bruch & Schimp., 1845

Selon Tropicos (29 octobre 2018) (Attention liste brute contenant possiblement des synonymes) :
- genre Aligrimmia R.S. Williams
- genre Apocarpum P. Beauv.
- genre Bucklandiella Roiv.
- genre Codriophorus P. Beauv.
- genre Coscinodon Spreng.
- genre Coscinodontella R.S. Williams
- genre Dilutineuron Bedn.-Ochyra, Sawicki, Ochyra, Szczecińska & Plášek
- genre Dryptodon Brid.
- genre Frisvollia Sawicki, Szczecińska, Bedn.-Ochyra & Ochyra
- genre Gasterogrimmia (Schimp.) Buyss.
- genre Grimmia Hedw.
- genre Guembelia Hampe
- genre Hydrogrimmia (I. Hagen) Loeske
- genre Indusiella Broth. & Müll. Hal.
- genre Jaffueliobryum Thér.
- genre Leucoperichaetium Magill
- genre Niphotrichum (Bedn.-Ochyra) Bedn.-Ochyra & Ochyra
- genre Orthogrimmia (Schimp.) Ochyra & Żarnowiec
- genre Racomitrium Brid.
- genre Schistidium Bruch & Schimp.
- genre Scouleria Hook.
- genre Streptocolea (I. Hagen) Ochyra & Żarnowiec
- genre Tricarinella Savoretti, Bippus, Stockey, G.W. Rothwell & Tomescu
- genre Tridontium Hook. f.
- genre Usmania Laz.

Selon World Register of Marine Species (29 octobre 2018) :
- genre Racomitrium Brid.
- genre Schistidium Brid., 1819